# 日不落帝国
日不落帝国指不論何時都有领土處於白晝中的帝国，通常用来形容繁荣强盛、在全世界均有殖民地并掌握当时全球性霸权的帝国。而如今该词在一定的场合用来形容帝国主义，而未必特指某一统一的国家政体。另外目前世界上還有嚴格物理意義上的“日不落帝國”，比如在世界各大洋保留島嶼海外領地的現代英國和法國，在任何時候都有其領土或海外領地處於白晝中。但由於其綜合國力並未達到全球性霸權，所以並不被視為傳統意義上的“日不落帝國”。

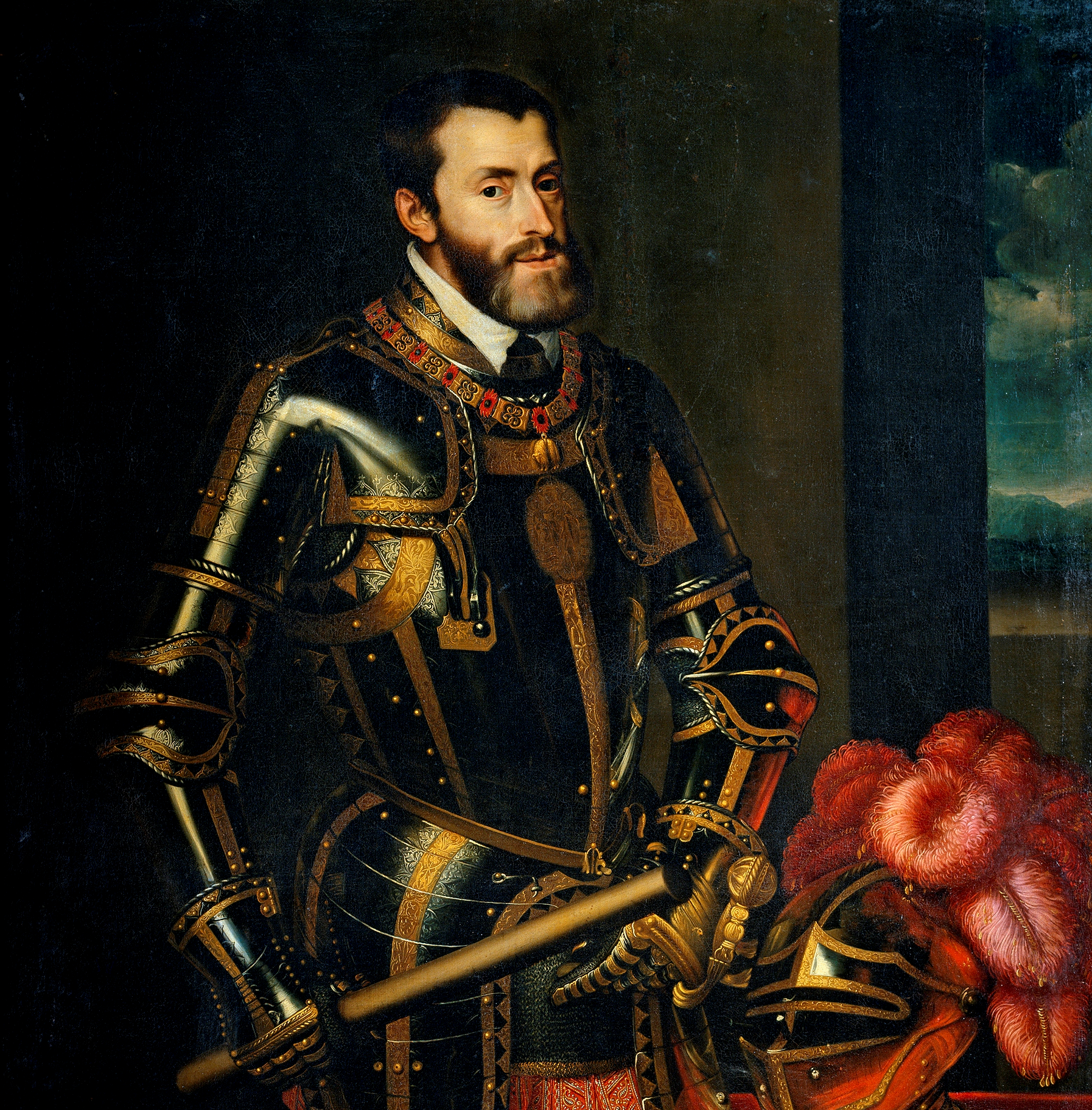
神聖羅馬帝國皇帝查理五世

## 词源
「日不落帝国」一词最早是用来形容16世纪时的西班牙帝国，它源于弗里德里希·席勒的劇本唐·卡洛斯，劇中卡洛斯之父西班牙国王腓力二世說：「在朕的领土上，太阳永不落下。」
在19世纪这一词则被普遍作为大英帝国的别称，特别是在维多利亚时代，那时候英国出版的世界地图把大英帝国用粉红色标出，生动地表现出英国在全球范围内的霸权。

## 两个「日不落帝国」

### 西班牙帝国

西班牙帝国400多年来的版图，详情请点击地图

西班牙帝国是世界上第一批全球帝国之一，也是第一个被冠以「日不落帝国」称号的国家。

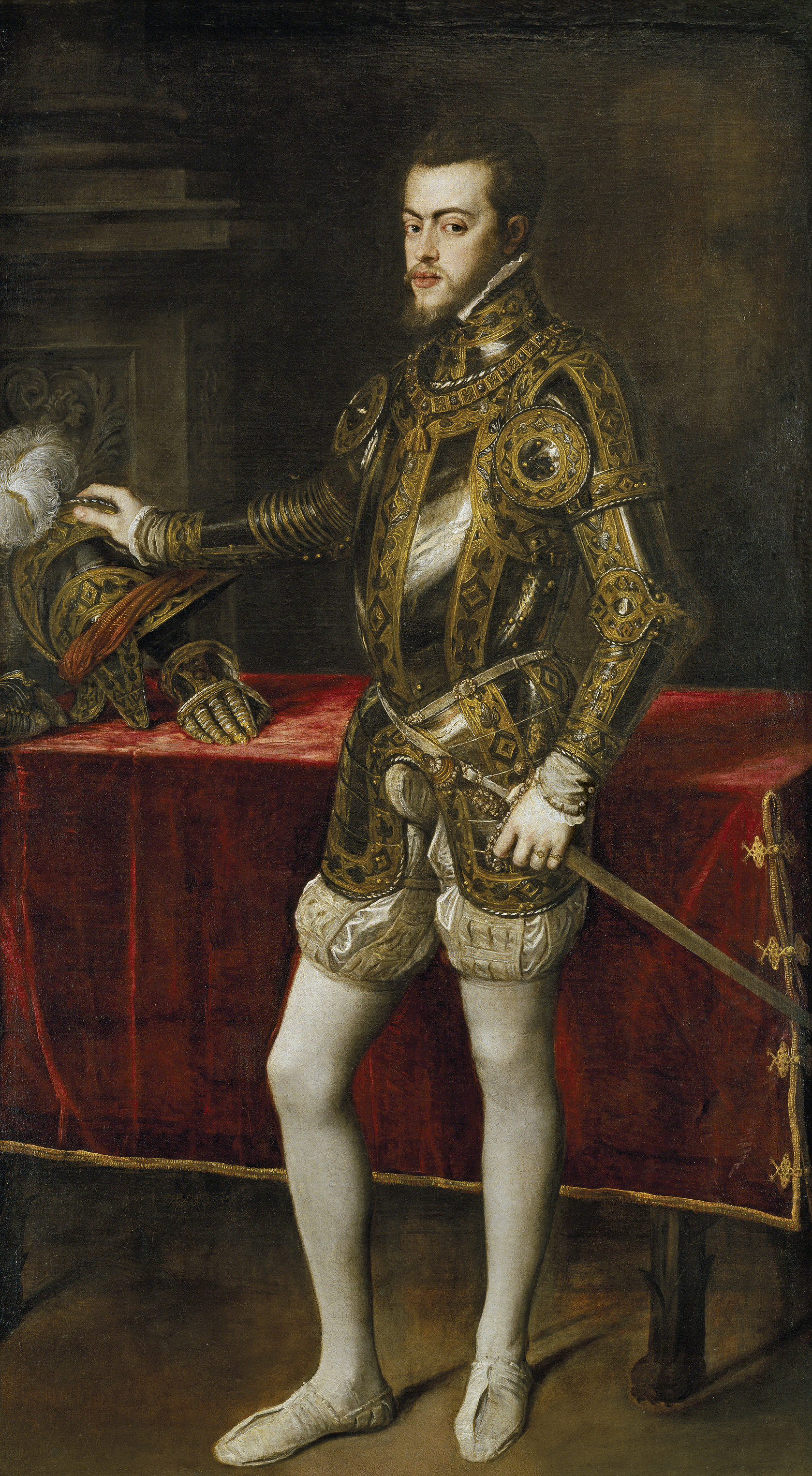
腓力二世时期是西班牙帝国的极盛期

15世纪末，收复失地运动成功后，西班牙统一，迅速走向海外扩张道路。16世纪中，西班牙和葡萄牙是地理大发现和殖民扩张的先驱，并在各大海洋开拓贸易路线，使得贸易繁荣，西班牙横跨大西洋到美洲，从墨西哥横跨太平洋，经菲律宾到东亚。西班牙征服者推翻了阿兹特克、印加和玛雅文明，并对南北美洲大片领土宣称拥有主权。西班牙王室与欧洲各王室联姻，取得了大片领地的继承权。哈布斯堡家族的卡尔大公于1516年与其母卡斯蒂利亚女王胡安娜继承外祖父费尔南多二世的亚拉冈王位，并成为卡斯蒂利亚根据母权的共治国王，都称卡洛斯一世，后称西班牙国王。他名义上与胡安娜共治两国，但胡安娜事实上被关在托德西亚斯的王宫中直到1555年驾崩。1519年，卡洛斯继承祖父马克西米利安一世的神圣罗马帝国皇位，成为西班牙和神圣罗马帝国的共主，使西班牙在欧洲的影响力迅速提高。卡洛斯一世更打败或阻擋最强大的敌人法國和奥斯曼帝国，西班牙遂开始称霸欧洲。這表現在1525年俘虜法王的帕維亞之戰、1527年擒獲教宗的羅馬之劫，確立西班牙在西歐與南歐的霸權地位。
16世纪中期开始，西班牙哈布斯堡王朝利用美洲采矿所得的金银取得更多军费，以应付在欧洲和北非的长期战争。腓力二世时期（1556-1598年在位），虽然西班牙与神圣罗马帝国分治，但哈布斯堡王室的力量并没有削弱，反而于1580年兼并葡萄牙帝国（于1640年失去），并获得了后者广阔的殖民地，把半个尼德兰、半个亚平宁半岛、整个伊比利亚半岛和几乎整个中、南美洲归为己有，还包括亚洲的菲律宾群岛，甚至还一度包括臺灣。自此，西班牙一直维持著世上最大的帝国（见图1）。16世纪至17世纪的西班牙正处于黄金时期，是欧洲无可争议的霸主，缔造了被后世称为「西班牙治下的和平」时代。1800年的西班牙帝国国土面积达1600万平方公里。
西班牙帝国在八十年战争中开始衰弱，其经济和军事力量受到极大影响，海上霸权也逐渐被荷兰所取代，直到在三十年战争和其延续的法西战争後，西班牙一蹶不振，从其伟大的顶点迅速跌落下来，虽然保住了美洲殖民地，但它从此在欧洲政治舞台上不再唱主角，不再称其为一个大国。西班牙王位继承战争和半岛战争使这个老态的帝国雪上加霜，之后其美洲殖民地纷纷独立。1898年爆发美西战争更给西班牙最后一击，美国占领了西班牙在美洲的所有殖民地和菲律宾，昔日的「日不落帝国」已经日薄西山。1975年西班牙在非洲的殖民地独立后西班牙帝国寿终正寝。

### 大英帝国

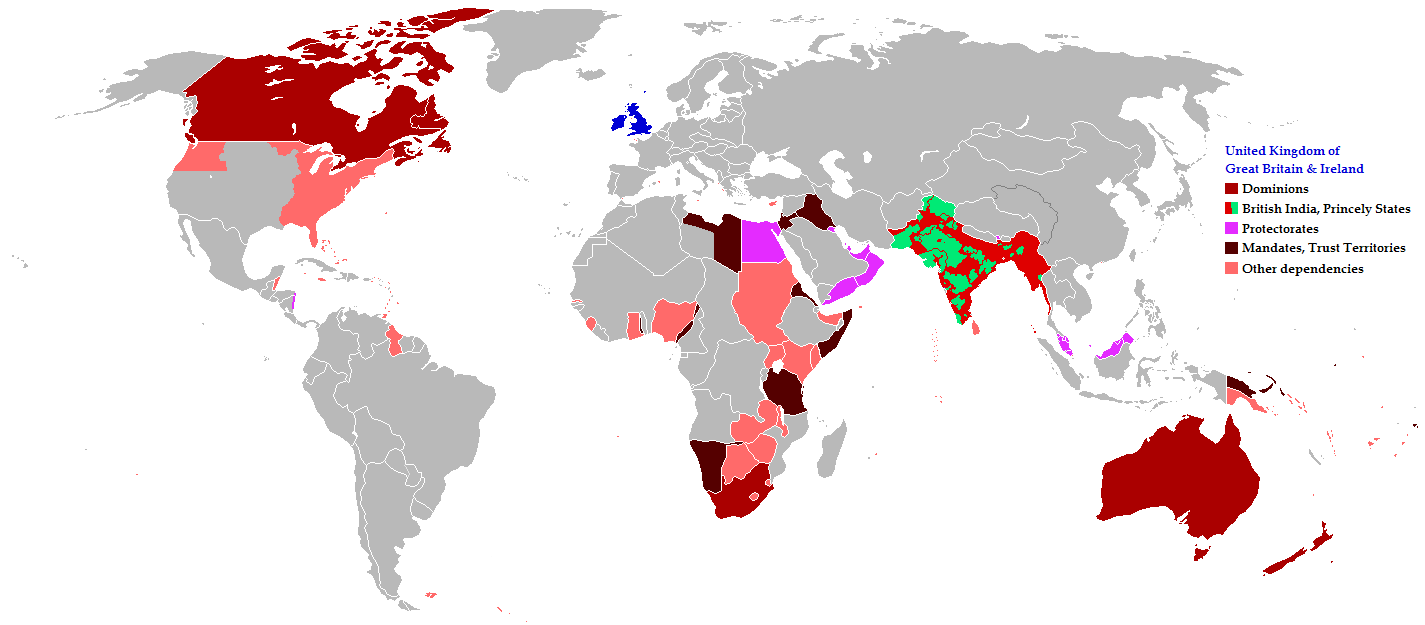
时间交错的大英帝国全球地图。地图上的各种颜色的意义说明如下：
1.粉红色：英国其他屬地。
2.鮮红色：英屬印度行省。
3.綠色：英屬印度土邦。
4.深红色：英屬托管地或其他受委託管治的領土。
5.暗棕紅色：二戰前的英屬自治領。
6.紫粉紅色：英国保护国。
7.藍色：大不列顛及愛爾蘭聯合王國 。
註：英國勢力範圍並未在圖中顯示。

西班牙帝国衰弱后，第二个获得“日不落帝国”称号的是大英帝国。

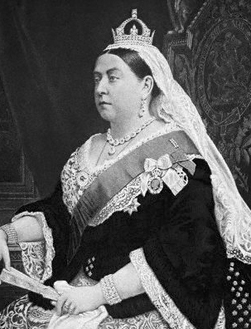
维多利亚女皇时期是大英帝国的极盛期

自16世纪以来，英国逐渐成为欧洲海上强权之一，开始不断扩张海外殖民地。但在17世紀下半葉，該國在英荷战争中面臨到一系列的打擊，直到在西班牙王位繼承战争後成為與法蘭西王國稱霸的歐洲強權。在七年战争中，英國成功趁法國關注大陸戰場之時奪取大片殖民地，取代法國成為世界第一強權，在此開始自稱為日不落帝國。不過到了1781年，由於在約克鎮慘敗於法美聯軍，英國喪失了極為重要的十三州殖民地。
1815年英国在拿破仑战争中的胜利，又进一步巩固了它的国际政治军事强权地位，工业革命更让英国成为无可争辩的经济强权。维多利亚时代的大英帝国步入了全盛时期，1938年人口达4.58亿，约占世界总人口的四分之一，1922年通过一战获得德国殖民地后，国土面积达到3367万平方公里，约为世界陆地总面积的24.75%，从英伦三岛延伸到加拿大、紐西兰、澳洲、直布羅陀、福克蘭群島、马来亚、缅甸、印度、威海衛、乌干达、肯尼亚、南非、冈比亚、纽芬兰、香港、尼日利亚、马耳他、新加坡以及无数岛屿，地球上的24个时区均有大英帝国的领土。英国霸权领导下的国际秩序被称为“不列颠治下的和平”。英国出版的大英帝国全球地图通常用红色把帝国的领土标出（见图2），可以清晰地了解到这个庞大的帝国在全球的影响力。
然而对帝国的扩张也有批评的声音。19世纪的英国政治家索爾斯伯利勳爵在1861年抱怨英国每年支出150万英镑保卫殖民地，“仅仅滋养了一大堆军事驻地的和一种‘日不落帝国’的自满情绪。（英语：to furnish an agreeable variety of stations to our soldiers, and to indulge in the sentiment that the sun never sets on our Empire.）”一家斯里兰卡的新闻报纸引用了科尔文·R·德·西尔瓦所做出的著名回答：“那是因为上帝不信任黑暗中的英国人。（英语：That's because God does not trust the British in the dark.）”
但到了20世纪中叶，尤其是第二次世界大战结束後，随着全球独立运动的兴起和英国国力的日渐衰微，其殖民地纷纷独立，与此同时，新兴霸权国家美国的崛起，加速了大英帝国的瓦解。如今，英国和它的大部分前殖民地国家组成了一个国际组织——英联邦以取代大英帝国。但是与大英帝国不同的是，英国再也无法在政治、外交和经济等各个方面直接影响英联邦的其他成员。

## 扩展

### 昔日其他殖民帝国和今日英法
而“日不落帝国”一词究其原意，则部分老牌子殖民帝国都符合条件，如葡萄牙帝国（见图3）、荷兰帝国（见图4）和法兰西殖民帝国（见图5），在它们的领土上空太阳也不会下沉。“日不落帝国”一词扩展应用于这些国家，则和“全球帝国”的概念相重合，即只要符合“领土上空太阳不落”条件的全球帝国都可被称为“日不落帝国”。
虽然“日不落帝国”一词不再是英国的政治用语，但事实上，太阳在英国海外领地（见图6）或以查爾斯三世为國家元首的英联邦王国（见图7）上空仍然不落，这种情况也适用于法国海外省和海外领地（见图8）。2024年10月3日，英国政府宣布决定将位于印度洋的英屬印度洋領地的查戈斯群岛主权移交给毛里求斯，但具体移交方案仍未确定。在主权移交后，英国将无法继续维持“日不落”的情况。

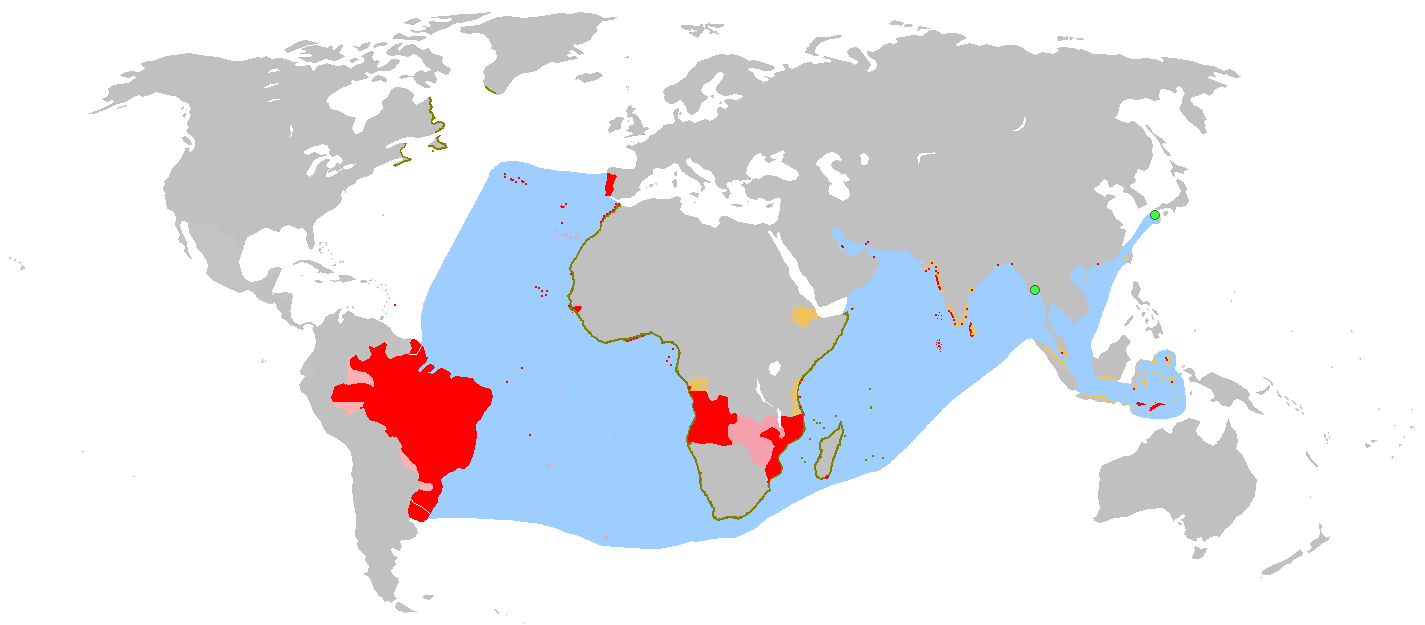
图3.时间交错的葡萄牙帝国（1415年-1999年）地图，红色代表实际占有领土，粉红色代表勘探地、贸易影响地区以及宣称占有的陆域，蓝色代表勘探海域、航海路线和影响力所及的海域（不包括有争议的澳大利亚的发现）
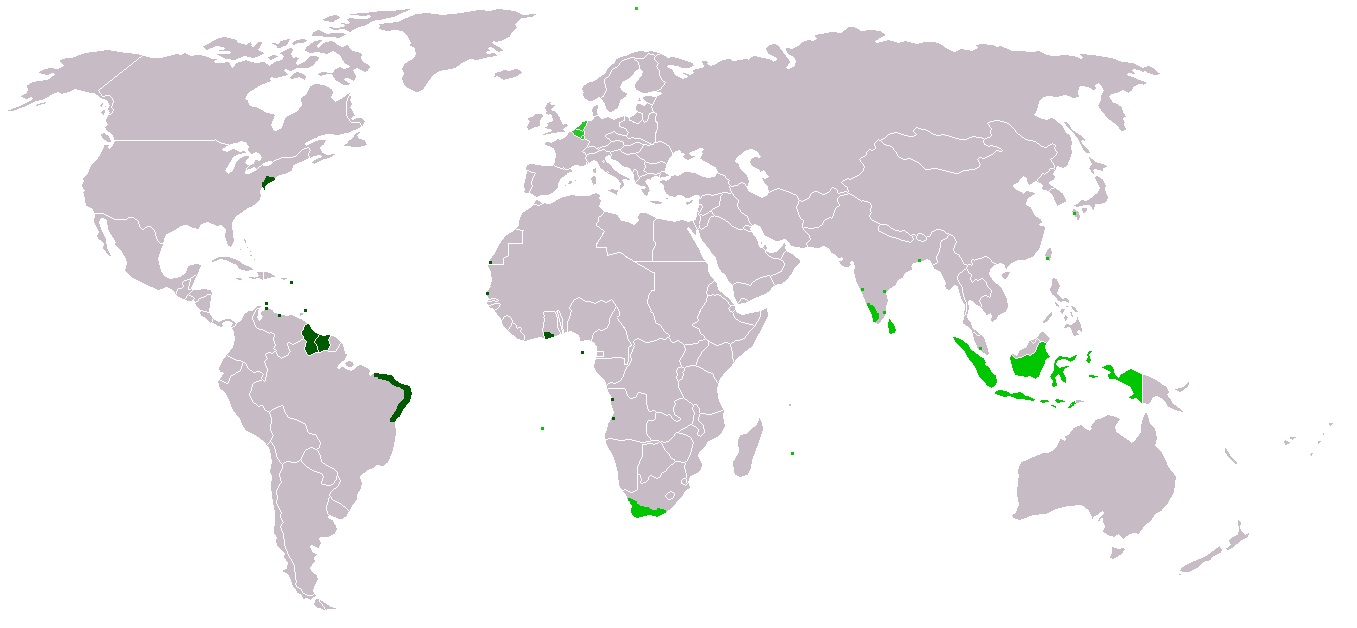
图4.时间交错的荷兰帝国地图，深绿色代表荷兰西印度公司辖地，浅绿色代表荷兰东印度公司辖地
图5.时间交错的法兰西殖民帝国地图，綠色代表第一殖民帝国领土，深蓝色代表第二殖民帝国领土，斜线代表势力范围
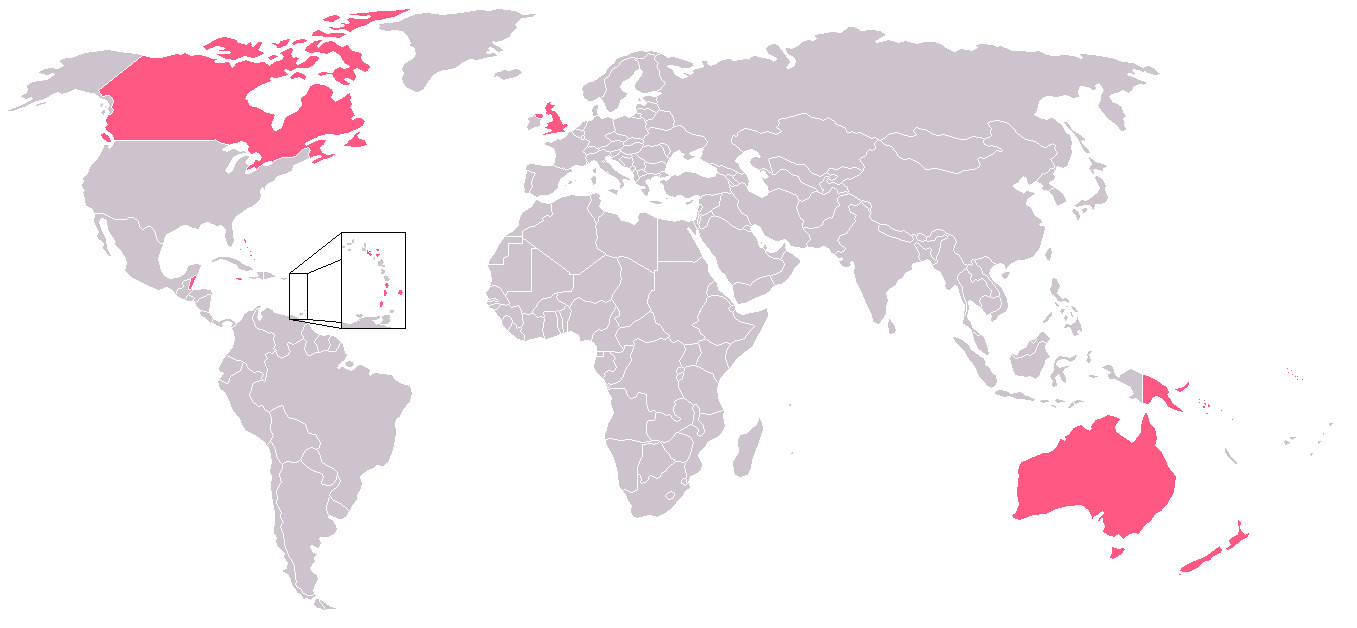
图6.现在的英联邦王国，在图中以粉红色标出
图7.现在的英国海外领地，在图中用红色英文标出（當中南極英屬南極領地未獲國際普遍承認）
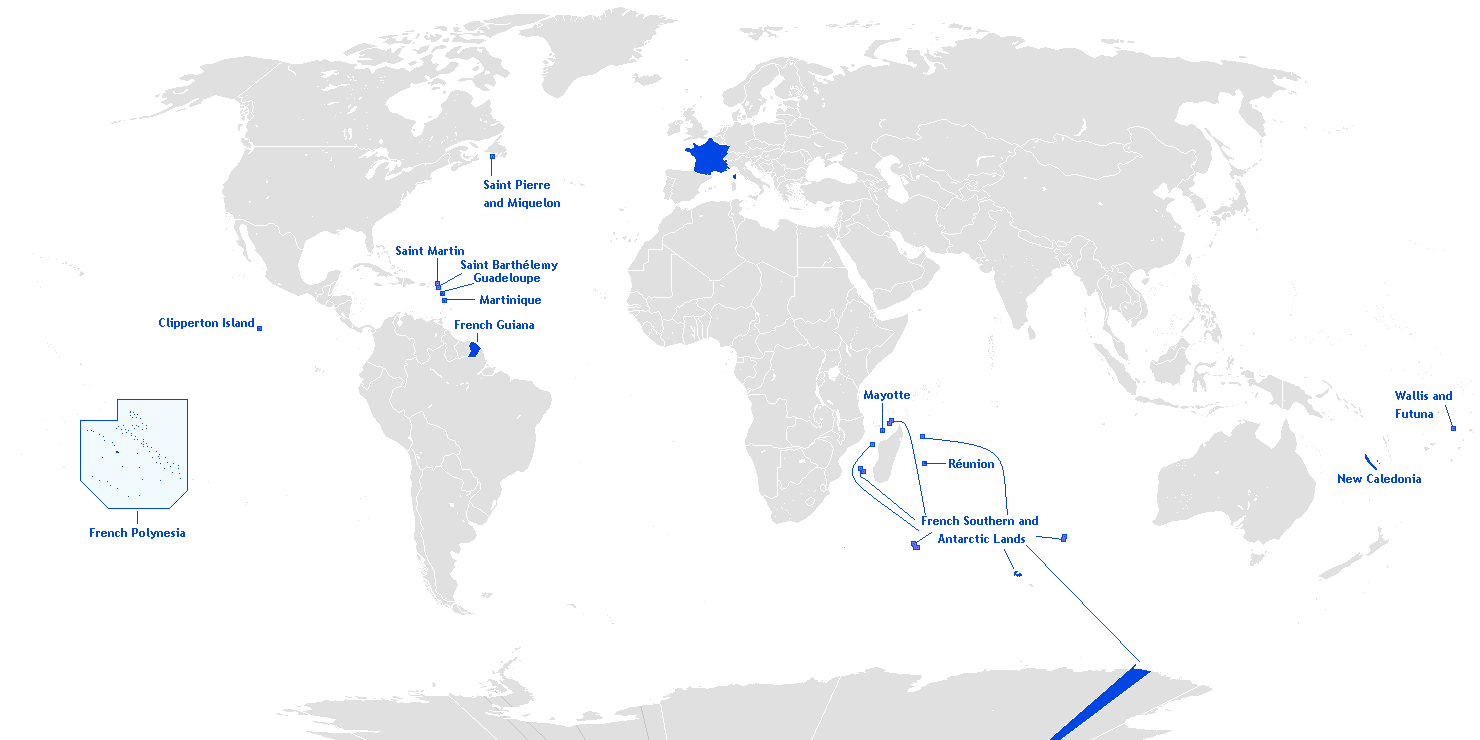
图8.现在的法国本土、海外省及海外领土，在图中以蓝色标出（當中南極阿黛利地未獲國際普遍承認）

### 美利坚合眾国

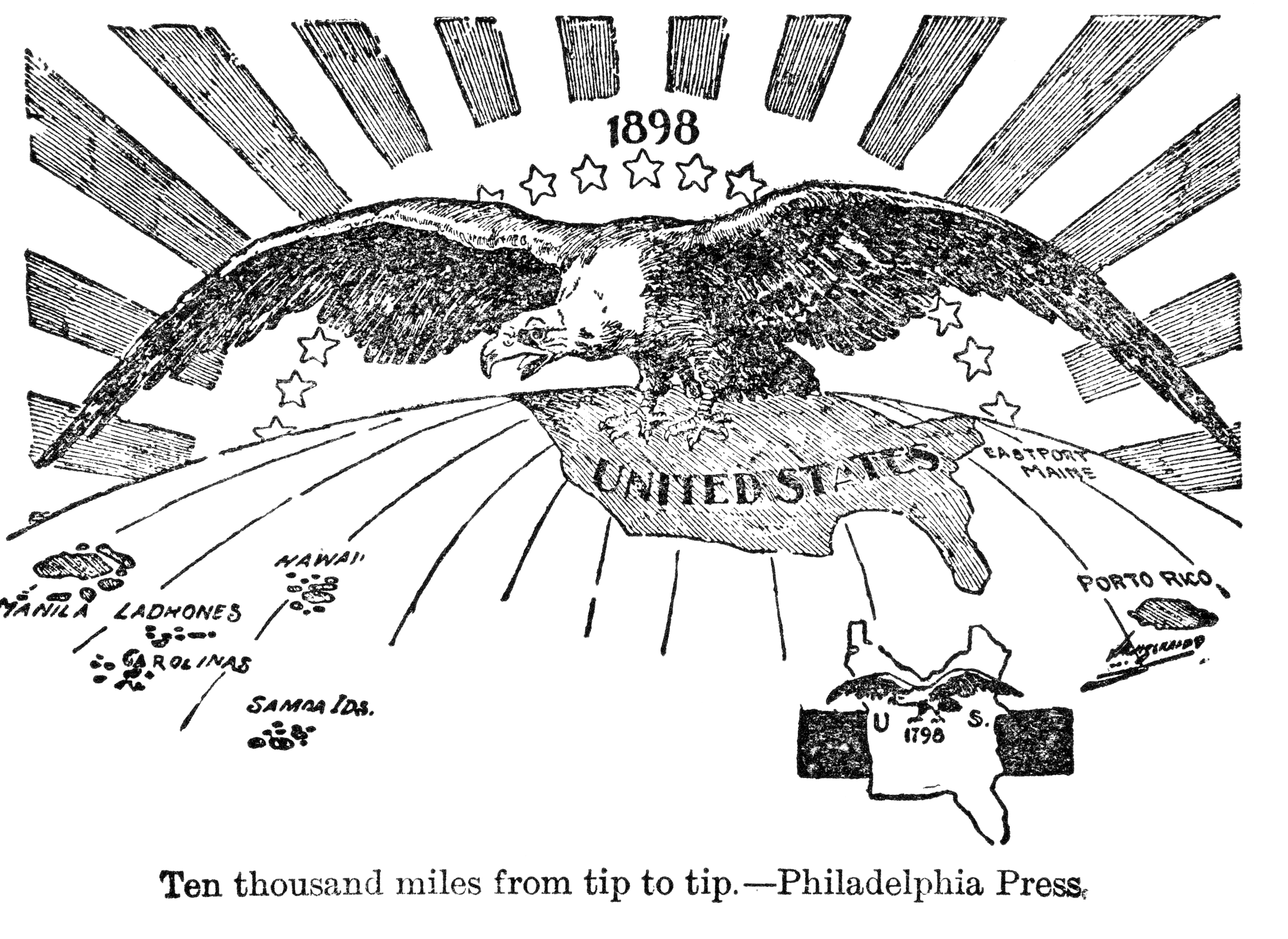
1898年政治漫画《自此至彼相隔万里》(Ten Thousand Miles From Tip to Tip)以白头海雕（美国国鸟）代表美国的领土扩张至波多黎各与菲律宾。

从19世纪中叶开始，「日不落帝国」一词在英语国家的文化中被广泛应用，其应用对象明确包括了英国和美国，其意义也不仅仅表现在对领土的占有方面，而扩展到了语言（英语）、文化（基督教文化）和艺术（西方艺术）领域，例如在1852年亚历山大·坎贝尔的一次讲话中。随后该词被应用于美国的势力范围，一个较早的例子就是1897年的一篇文章上的“自夸”：“山姆大叔头上的太阳永不落下。” 
在近年来，该词被转义并引入美国的政治语言。《美国历史导读》一书中描述了原来的十三个殖民地如何和在不列颠帝国扩张的“风头浪尖”独立，接着谈到，然后“美利坚合众国自己变成了一个帝国，影响力最终超越了曾经是最伟大的不列颠霸权。今天，独立两个多世纪过后，在美国政府、公民和海外驻军所拥有的领土上，或者在美国霸权控制下的美国势力范围中的国家上空，太阳永不落下。”
有时候，该词被应用于批评美帝国主义的场合，例如在约瑟夫·杰森的一本书《The Sun Never Sets: Confronting the Network of Foreign U.S. Military Bases》的标题中。但该词也被一些人认为是正面的，例如用来肯定美国对于世界贸易所做出的努力和贡献。
在这种政治符号语言的借用中，可以比较如下的发展变化：罗马治下的和平 → 西班牙治下的和平 →  不列颠治下的和平 → 美利坚治下的和平。

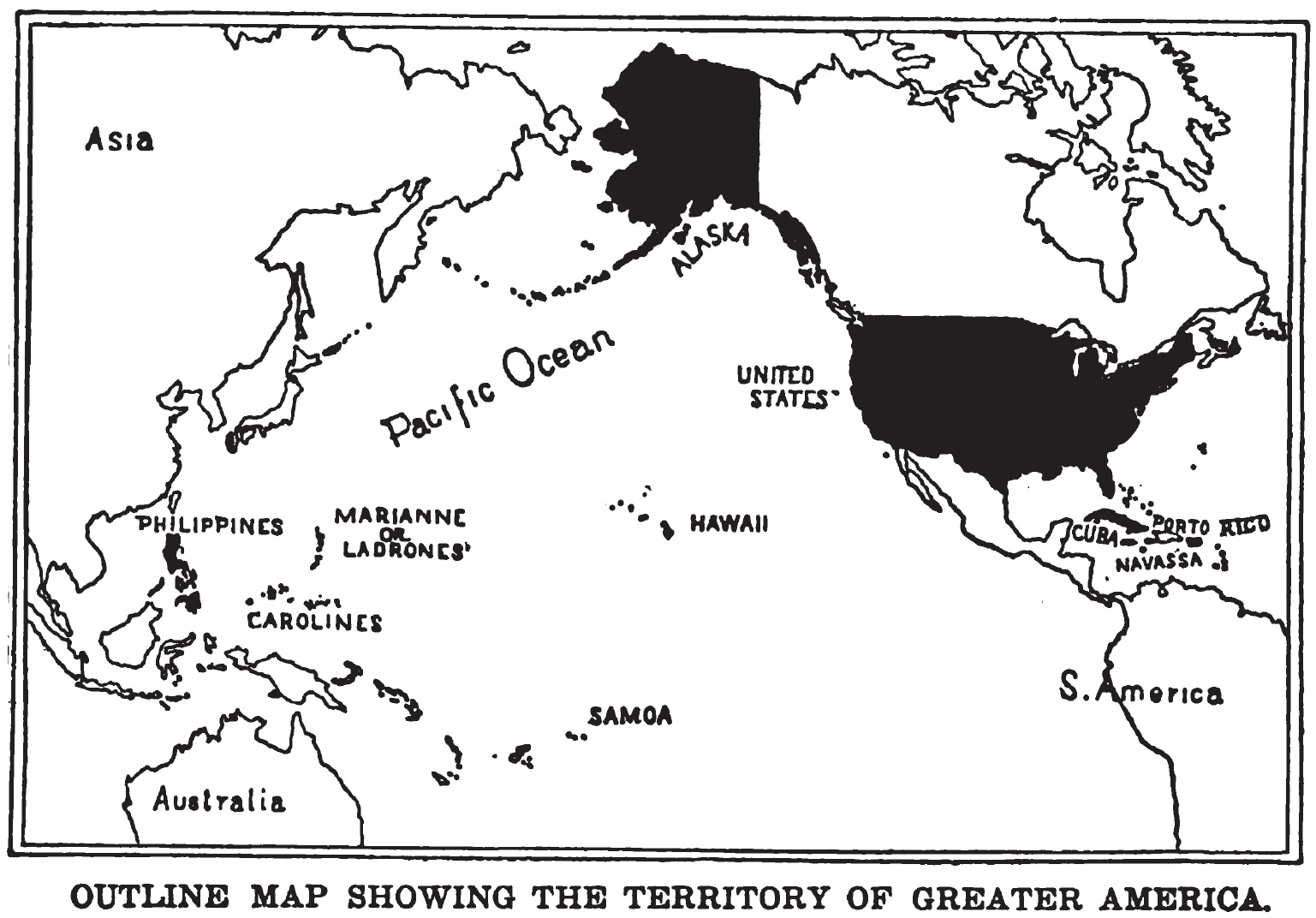
1899年的美國領土，包含阿拉斯加、古巴、夏威夷、菲律賓、波多黎各以及太平洋托管島嶼。

美帝国主义一词描述美利坚合众国自独立以来至今在政治、经济、与文化上影响力及于全球之扩张。“帝国”一词具广狭二义。美国由于并无帝王，其国家元首亦非世袭，因此并非狭义上的帝国；但在广义上，美国今于波多黎各、美属萨摩亚、关岛等境外领土，及过去在太平洋托管岛屿与菲律宾等地，俱掌握其主权，因而在亦可视之为广义帝国。
在1760年代和1770年代，北美十三殖民地与大英帝国之间的紧张关系最终引发了美国独立战争，1777年，美利坚合众国成立，最终击败英军，迫使英国于1783年正式承认美国的独立。美国独立以后，迅速开始了对外扩张，尤其是门罗主义的提出，使美国把整个美洲当作了自家后院。从1803年至1848年，通过一系列战争、购买、兼并等手段，新成立的美国的面积几乎扩大了三倍，领土从大西洋东岸扩展到太平洋西岸。尤其是1848年美国赢得了美墨战争，吞并了墨西哥一半以上的领土。1914年第一次世界大战爆发，美国最初保持中立，1917年加入协约国集团以对抗同盟国集团。一战使欧洲国家元气大伤，却带给美国带来大量财富和声望，战后的美国由最大的债务国变为最大的债权国。在第二次世界大战中，美国加入反法西斯同盟以对抗轴心国并最终获胜。二战后老牌帝国主义国家英国、法国、德国等一蹶不振，美国则一跃成为西方世界首强和世界上两个超级大国之一，并领导北约与苏联的华约开始了冷战。冷战结束后，苏联解体，美国更成为世界上唯一的超级大国，它在当今全世界的经济、政治、军事、文化等众多领域的巨大优势和强大影响力都是他国无法比拟的。2008年金融危机后，美国开始受到中国、俄罗斯和欧盟崛起的挑战。

## 延伸阅读
- Armstrong, Edward (1902). The emperor Charles V. New York: The Macmillan Company
- Black, Jeremy (1996). The Cambridge illustrated atlas of warfare: Renaissance to revolution. Cambridge: Cambridge University Press. ISBN 0-521-47033-1
- Braudel, Fernand (1972). The Mediterranean and the Mediterranean World in the Age of Philip II, trans. Siân Reynolds. New York: Harper & Row. ISBN 0-06-090566-2
- Fernand Braudel, The Perspective of the World (part iii of Civilization and Capitalism) 1979, translated 1985.
- Dominguez Ortiz, Antonio (1971). The golden age of Spain, 1516-1659. Oxford: Oxford University Press. ISBN 0-297-00405-0
- Edwards, John (2000). The Spain of the Catholic Monarchs, 1474-1520. New York: Blackwell. ISBN 0-631-16165-1
- Kamen, Henry (1998). Philip of Spain. New Haven and London: Yale University Press. ISBN 0-300-07800-5
- Kamen, Henry (2003). Empire: How Spain Became a World Power, 1492-1763. New York: HarperCollins. ISBN 0-06-093264-3
- Kamen, Henry (2005). Spain 1469-1714. A Society of Conflict (3rd ed.) London and New York: Pearson Longman. ISBN 0-582-78464-6
- Parker, Geoffrey (1997). The Thirty Years' War (2nd ed.). New York: Routledge. ISBN 0-415-12883-8
- Parker, Geoffrey (1972). The Army of flanders and the Spanish road, 1567-1659; the logistics of Spanish victory and defeat in the Low Countries' Wars.. Cambridge: Cambridge University Press. ISBN 0-521-08462-8
- Parker, Geoffrey (1978). Philip II. Boston: Little, Brown. ISBN 0-316-69080-5
- Parker, Geoffrey (1997). The general crisis of the seventeenth century. New York: Routledge. ISBN 0-415-16518-0
- Stradling, R. A. (1988). Philip IV and the government of Spain. Cambridge: Cambridge University Press. ISBN 0-521-32333-9
- Various (1983). Historia de la literatura espanola. Barcelona: Editorial Ariel
- Bryant, Arthur. The History of Britain and the British Peoples, 3 vols. (London, 1984–90).
- Ferguson, Niall. Empire: The Rise and Demise of the British World Order and the Lessons for Global Power (2002),
- Hyam, Ronald.  Britain's Imperial Century, 1815-1914: A Study of Empire and Expansion (Macmillan, 1993).
- James, Lawrence.  The Rise and Fall of the British Empire (St. Martin's Griffin, 1997).
- Judd, Denis. Empire: The British Imperial Experience, From 1765 to the Present (London, 1996).
- Lloyd; T. O. The British Empire, 1558-1995 Oxford University Press, 1996
- Louis, William. Roger (general editor), The Oxford History of the British Empire, 5 vols. (Oxford, 1998–99).
- Marshall, P. J. (ed.), The Cambridge Illustrated History of the British Empire (Cambridge, 1996).
- Olson, James S. and Robert S. Shadle; Historical Dictionary of the British Empire 1996
- Smith, Simon C. British Imperialism 1750-1970 Cambridge University Press, 1998. brief
- Harry Ritchie: The Last Pink Bits
- Simon Winchester: Outposts: Travel to the Remains of the British Empire (published in 1985 in the UK as Outposts: Journeys to the Surviving Relics of the British Empire also in the US as The Sun Never Sets: Travels to the Remaining Outposts of the British Empire.)
- P. McIntyre, "The Strange Death of Dominion Status", Journal of Imperial and Commonwealth History 27:2 (1999) 193-212
- 《剑桥插图大英帝国史》，英国·P.J.马歇尔主编，樊新志、惠春琳译，世界知识出版社 ISBN 7-5012-2301-7
- 《殖民主义史·总论卷》，高岱、郑家馨著，北京大学出版社 ISBN 7-301-059597
- 《西方文明史》，美国·罗伯特·E·勒纳、斯坦迪什·米查姆、爱德华·麦克纳尔·伯恩斯著，王觉非等译，中国青年出版社 ISBN 7-5006-4251-2